# Карабинівка (Павлоградський район)
Караби́нівка — село в Україні, у Павлоградському районі Дніпропетровської області. Входить до складу Межиріцької сільської громади. До 2017 року орган місцевого самоврядування — Карабинівська сільська рада. Населення за переписом 2001 року становить 929 осіб.

## Географія
Село Карабинівка знаходиться на березі річки Березнегувата, вище за течією на відстані 3 км розташоване село Новоолександрівське, нижче за течією на відстані 3 км розташоване село Булахівка. Річка в цьому місці пересихає і сильно заболочена. Поруч проходять автомобільна дорога М04 (E50) і залізниця, станція Мінеральна за 1,5 км.

## Історія
Історичні документи засвідчують, що в 1776 році царський уряд за правління Катерини II (1776–1798 рр.) наділяли землею сановників царського Двору. Серед «нагороджених» був і царський радник Карабінов, який одержав понад 17060 десятин землі, у тому числі землю де знаходиться село.
При заселенні цієї землі було вирішено назвати цих перших поселенців карабинівцями, а село почало носити назву Карабинівка.
Після скасування кріпацтва Мізко Микола Дмитрович, письменник та перекладач, власник маєтності у Карабинівці, виявляє невластиву тогочасним дворянству порядність — віддав безкоштовно селянам узаконені земельні наділи та садибну землю з будовами, окрім того своїм коштом облаштував для дітей сільську школу.
У 1886 році у Карабинівці мешкало 1070 осіб. Тут було 173 господарських подвір'я, православна церква, столярна. Слобода була центром Карабинівської волості Новомосковського повіту, до якої також належало поселення Лиманська. На мапі 1880 року село було розташоване західніше через болото у сторону Солоного Лиману тягнулися однією вулицею з півночі на південь.
1989 року тут приблизно мешкало 540 осіб і на залізничній станції Мінеральна — 200 осіб.

## Населення

### Мова
Розподіл населення за рідною мовою за даними перепису 2001 року:
| Мова            | Кількість | Відсоток |
| --------------- | --------- | -------- |
| українська      | 866       | 93.22%   |
| російська       | 37        | 3.98%    |
| вірменська      | 21        | 2.26%    |
| білоруська      | 2         | 0.22%    |
| польська        | 1         | 0.10%    |
| інші/не вказали | 2         | 0.22%    |
| Усього          | 929       | 100%     |

## Економіка
- ТОВ «Маколі».

## Соціальна сфера

### Освітні заклади (школа, дитсадок, інше)
- Карабинівський дитячий садок «Барвінок» (завідувач — Липка Людмила Степанівна).
- Карабинівська загальноосвітня школа I—III ступенів (директор — Знова Наталя Леонідівна).

### Заклади охорони здоров'я
- Карабинівський ФАП с. Карабинівка (завідувач — Литвин Тетяна Павлівна).

### Культурні заклади (клуб, бібліотека, музична школа, інше)
- Карабинівський сільський будинок культури (директор — Лагуненко Микола Миколайович).
- Карабинівська сільська бібліотека (директор — Монах Наталія Володимирівна).

### Релігія
- Свято-Володимирський храм ПЦУ (вул. Миру, 16);
- Свято-Духівський храм (вул. Шевченка, 73).

## Історичні пам'ятники
Меморіал слави, Братські могили, майдан.

## Відомі люди
- Герой Радянського Союзу Довгополий С. Д., Герой Соціалістичної Праці Гончар І. А.
- Почесний громадянин Павлоградського району Бабенко І. І.
- Українська спортсменка Кириченко Ірина Людвигівна (нар. 1961).
- Воїн ЗСУ Бущук Іван Олександрович. Логвиненко Євген. Лизогуб Євген. Лизогуб Олександр. Безуглий Володимир

## Галерея

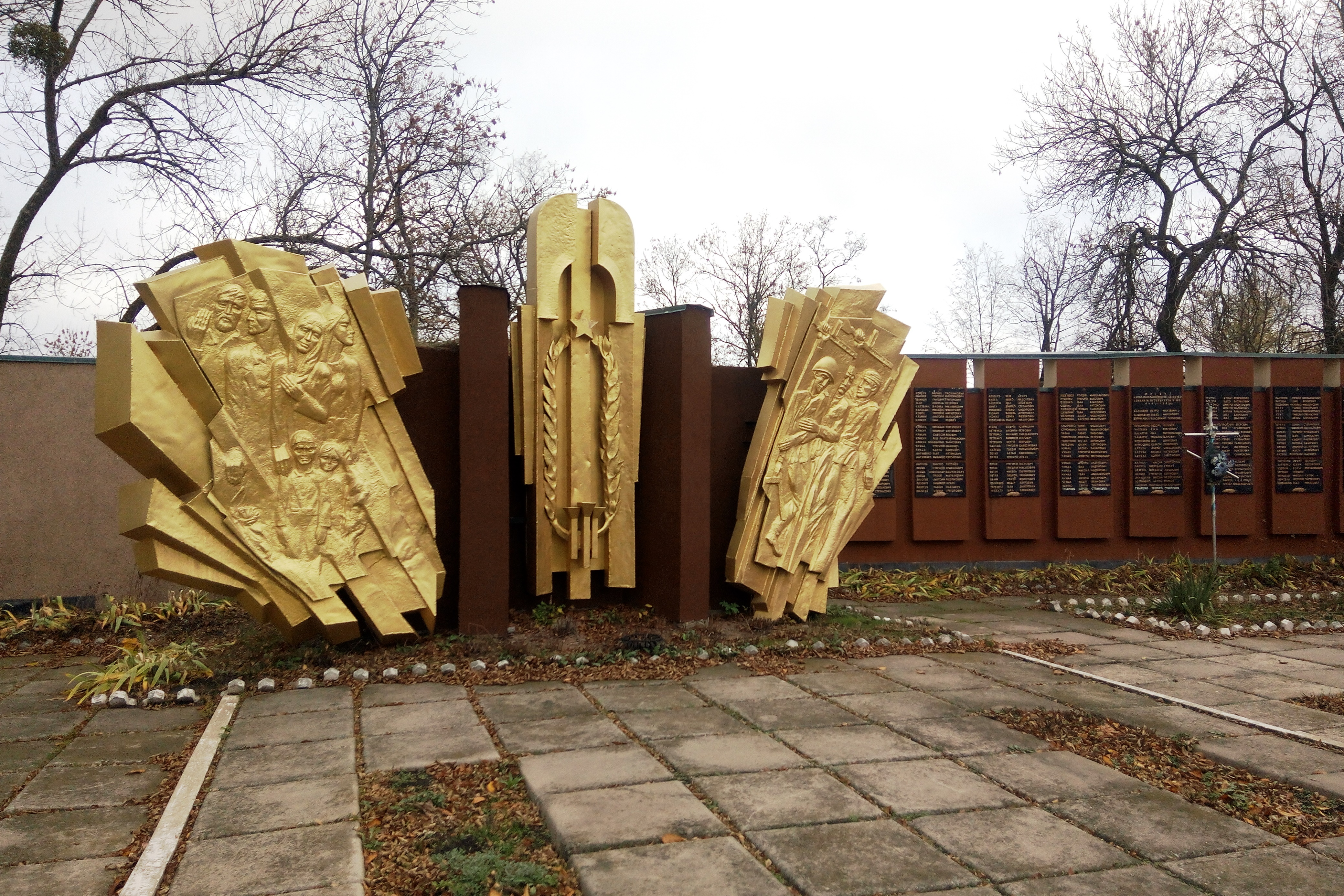
Братська могила радянських солдатів
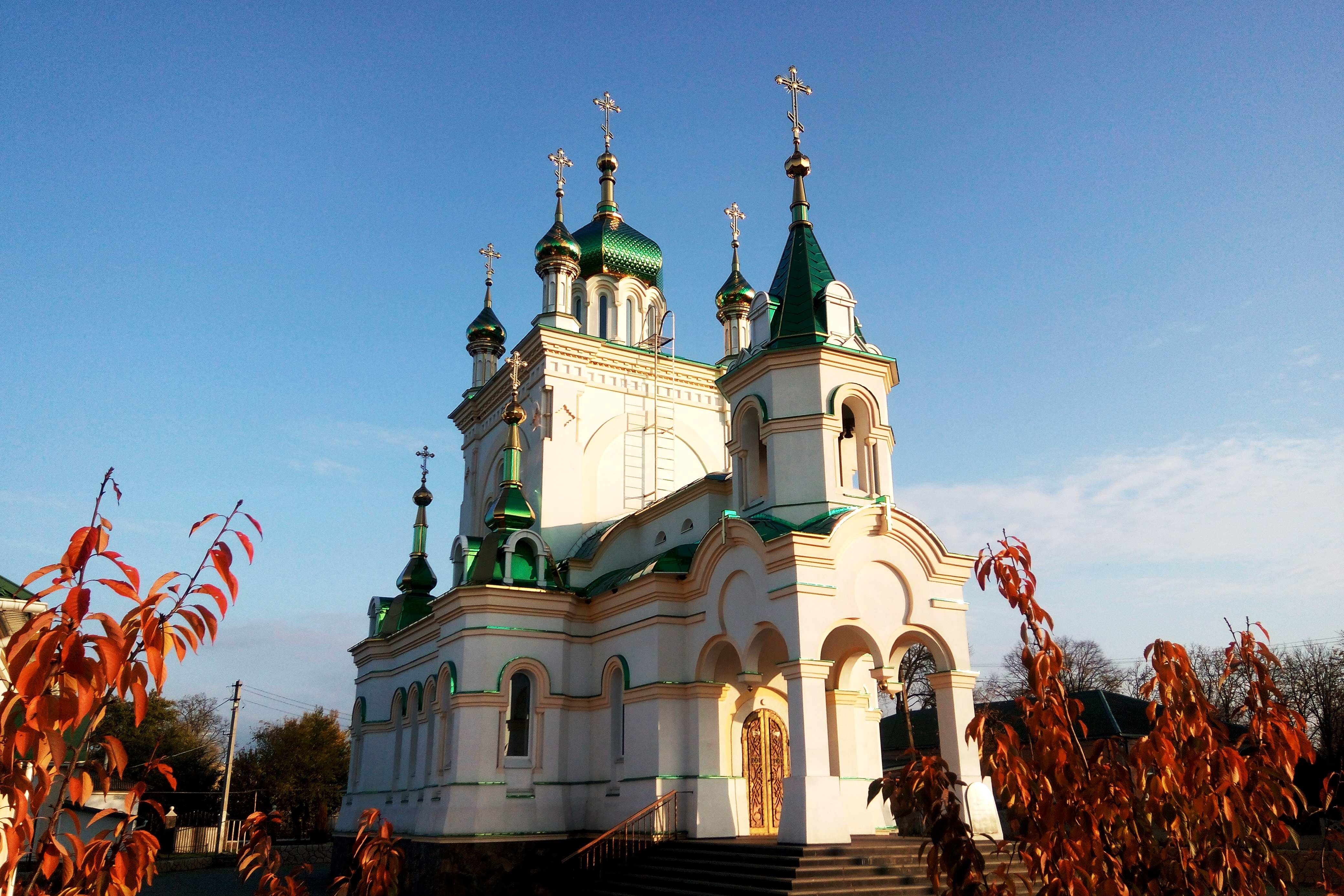
Свято-Духівський храм
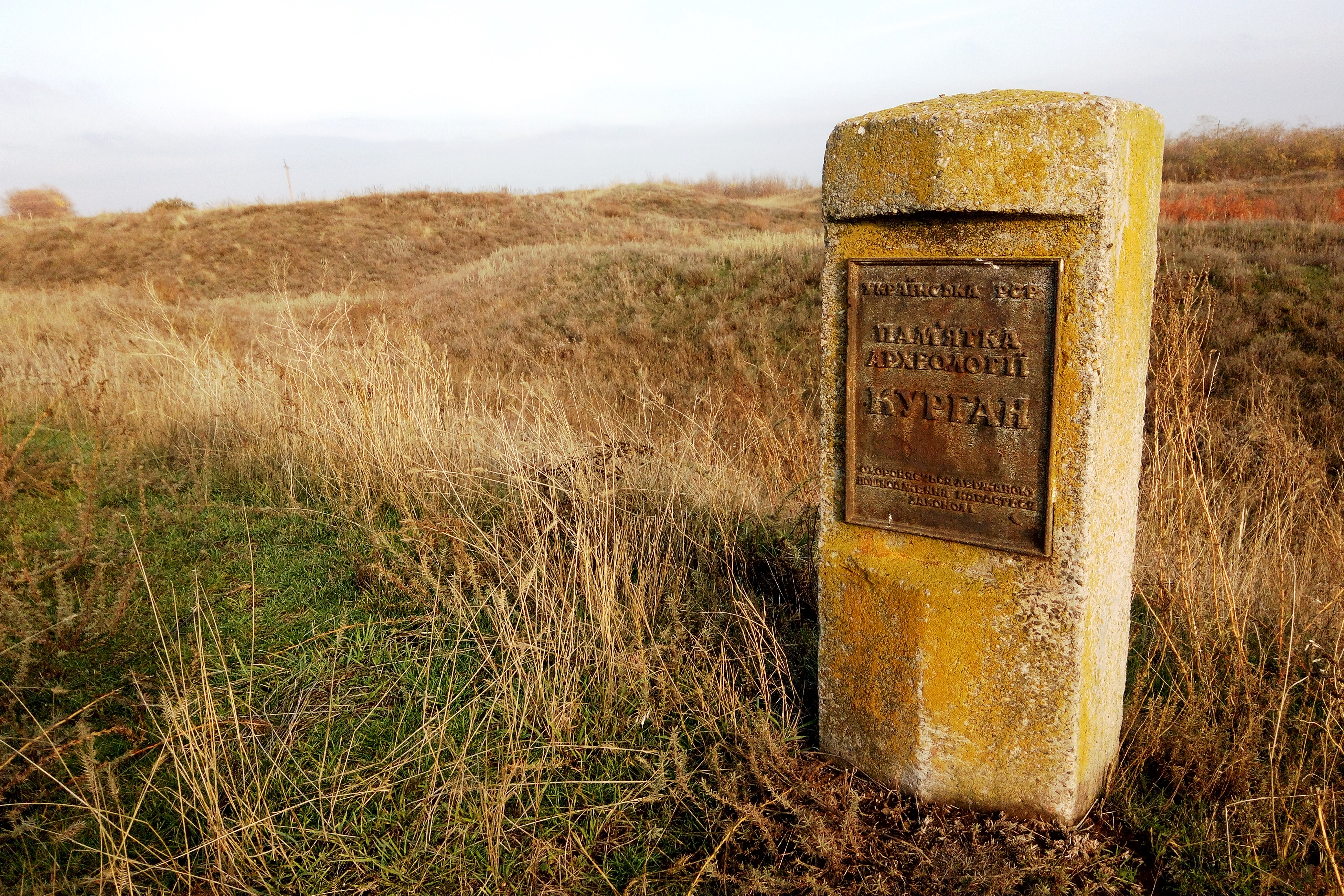
Карабинівський майдан
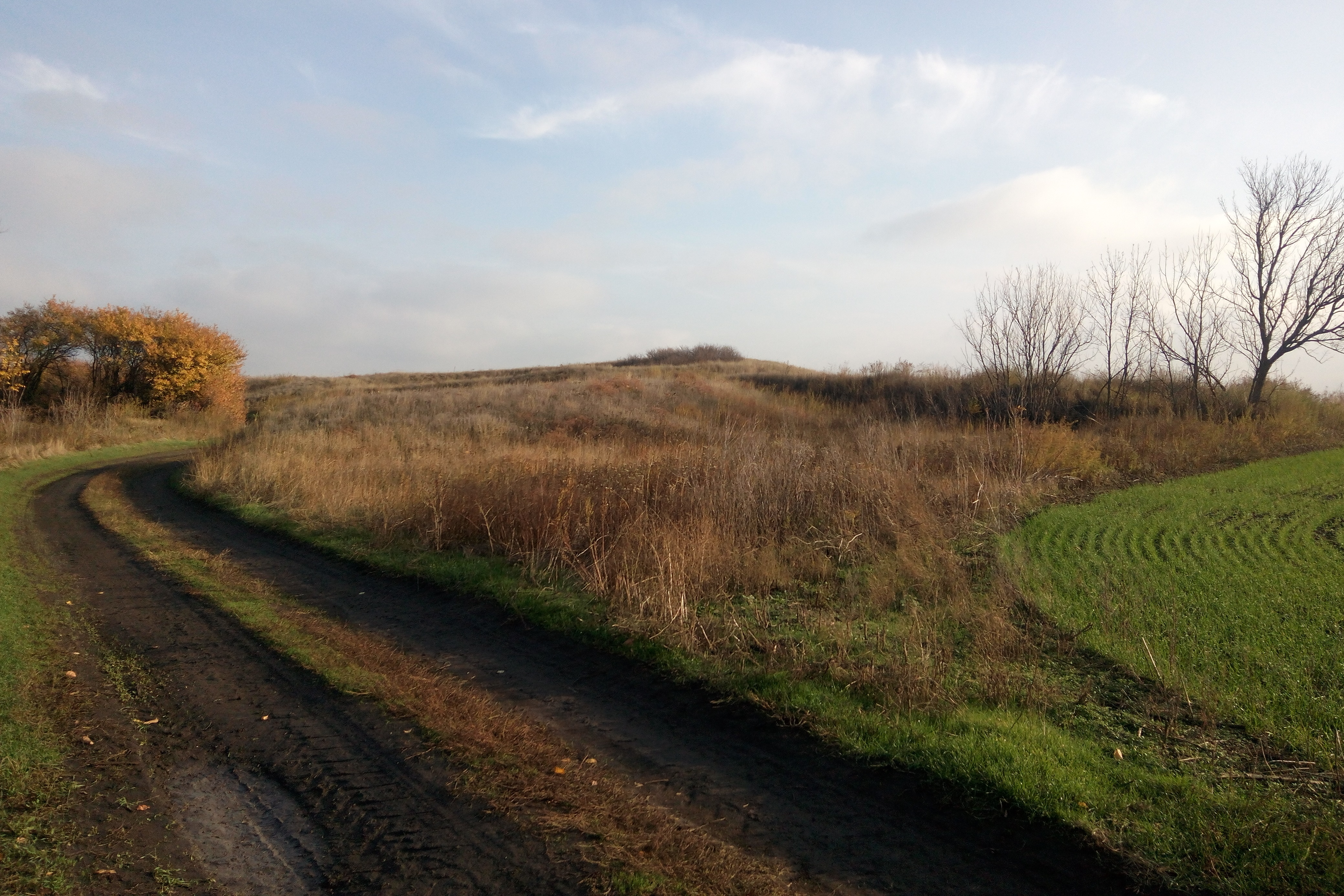
Карабинівський майдан 2